# Municipio de Brandrup
El municipio de Brandrup (en inglés: Brandrup Township) es un municipio ubicado en el condado de Wilkin en el estado estadounidense de Minnesota. En el año 2010 tenía una población de 158 habitantes y una densidad poblacional de 1,13 personas por km².

## Geografía
El municipio de Brandrup se encuentra ubicado en las coordenadas 46°9′34″N 96°28′56″O / 46.15944, -96.48222. Según la Oficina del Censo de los Estados Unidos, el municipio tiene una superficie total de 140.13 km², de la cual 140,08 km² corresponden a tierra firme y (0,03 %) 0,05 km² es agua.

## Demografía
Según el censo de 2010, había 158 personas residiendo en el municipio de Brandrup. La densidad de población era de 1,13 hab./km². De los 158 habitantes, el municipio de Brandrup estaba compuesto por el 96,84 % blancos, el 2,53 % eran de otras razas y el 0,63 % eran de una mezcla de razas. Del total de la población el 2,53 % eran hispanos o latinos de cualquier raza.